# Mefedrona
La mefedrona, también conocida como 4-metilmetcatinona (4-MMC), 4-metilefedrona, mefe, comida para cactus, miau, y, en inglés, meow meow, CatMef o MMCAT, es una droga de tipo estimulante y entactógeno como la fenetilamina o la anfetamina.

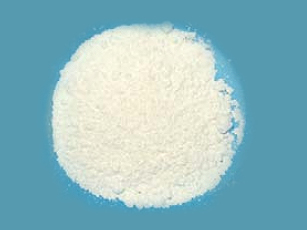
Mefedrona

## Historia
El Psychonaut Research Project, organización de la Unión Europea que busca información en Internet sobre nuevas drogas, identificó la mefedrona por primera vez en 2008. Su investigación sugiere que la droga se encuentra disponible en el mercado desde 2007. La mefedrona aparece en Francia en mayo de 2007, tras detectarse una tableta de aspecto similar al éxtasis La droga se utilizaba en principio en forma de píldoras ("Neodoves") por la compañía Neorganics, pero en enero de 2008 el gobierno de Israel, de donde era oriunda la empresa, ilegalizó la sustancia. Se vende como droga de diseño, pero aún no se tiene información farmacológica o toxicológica suficiente.
Se tienen noticias de su venta como falso éxtasis, mezclada con etilcatinona en la ciudad australiana de Cairns y ha sido documentada en Europa y Estados Unidos. Su fabricación actual tiene lugar principalmente en China.
La sustancia ha sido prohibida en Dinamarca, España, Suecia, Alemania, Noruega, Croacia, Estonia, Rumania, Francia y el Reino Unido.
Dentro de sus efectos se encuentra un incremento de los niveles de alerta, euforia, excitación, locuacidad y habla rápida.

## Efectos secundarios
Los efectos secundarios de la mefedrona son:
- Sobrecalentamiento: Sudoración exagerada, deshidratación.
- Aumento de la frecuencia cardiaca: Que podría llevar al fallo cardiaco en personas hipertensas.
- Náuseas: Acrecentadas en el caso de la mezcla con alcohol.
- Insomnio.
- Otros efectos: mandibuleo, nerviosismo, dificultades para mantener una relación sexual completa, olor fuerte a insecticida, hemorragias etc.